# CEZ Shpërndarje
CEZ Shpërndarje (doslovně česky ČEZ Distribuce) byla albánská divize nadnárodní energetické společnosti ČEZ. Kromě ní vlastnil ČEZ ještě další dvě dceřiné firmy v této zemi, a to CEZ Albania, která se zabývala podporou služeb společnosti a CEZ Trade Albania věnující se obchodu s elektrickou energií .
Podnik vznikl privatizací státní společnosti přenosové soustavy (Operatori i Sistemit te Shperndarjes); do výběrového řízení se v roce 2009 přihlásil právě ČEZ a vyhrál ho. Koupil 76 % akcií společnosti, zbylých 24 % zůstalo státu. Albánská strana od tohoto kroku očekávala, že ČEZ zmodernizuje její distribuční společnost a přiblíží ji evropským standardům. 
Ta se nicméně v albánském prostředí začala namísto toho potýkat se značnými problémy. Dle podniku byly způsobeny převážně nízkou místní platební morálkou, která donutila firmu odpojit od elektřiny nejen jednotlivé domácnosti, ale i velké provozy, zajišťující chod infrastruktury, jakými jsou např. vodárny. Albánská strana naopak kritizovala skokové zvýšení cen za energie, které místní obyvatelstvo ani podniky, nebyli schopni platit. Přestože ČEZ v tomto sporu argumentoval vysokými dluhy, albánská policie nakonec donutila společnost připojit odpojené podniky zpět do sítě.
Podle ČEZu byla díky všem těmto skutečnostem albánská divize CEZ Shpërndarje ztrátová, a rozhodl se proto z Albánie odejít. 21. ledna 2013 odebral albánský energetický regulační úřad Enti Rregullator i Energjisë společnosti CEZ Shpërndarje licenci a společnost tak byla po nějakou dobu dočasně spravována státem. V únoru 2013 oznámil ČEZ zahájení mezinárodní arbitráže proti Albánii na ochranu svých investic  a v červnu 2014 se ČEZ a Albánie dohodly na vzájemném narovnání, podle kterého ČEZ získal zpět částku odpovídající původní investici ve výši 100 milionů eur.